# Argyreus aruna
Argyreus aruna är en fjärilsart som beskrevs av Moore 1857. Argyreus aruna ingår i släktet Argyreus och familjen praktfjärilar. Inga underarter finns listade i Catalogue of Life.